# Centrale idroelettrica di Montjovet
La centrale idroelettrica di Montjovet è situata nel comune di Montjovet, in Valle d'Aosta, e posta sull'asta fluviale del fiume Dora Baltea.

## Caratteristiche
Si tratta di una centrale ad acqua fluente che sfrutta le acque della Dora Baltea, con un bacino imbrifero complessivo pari a 2.414 km2.
L'impianto è stato automatizzato nel 1994 e telecomandato da Pont-Saint-Martin.